# Amphoropsyche insularis
Amphoropsyche insularis là một loài Trichoptera trong họ Leptoceridae. Chúng phân bố ở vùng Tân nhiệt đới.